# Naval Ravikant
Naval Ravikant   (Nova Delhi, 1974) és un empresari i inversor indi-americà. És el cofundador, president i antic conseller delegat d'AngelList. Ha invertit en més de 200 empreses, com ara Uber, FourSquare, Twitter, Wish.com, Poshmark, Postmates, Thumbtack, Notion, SnapLogic, Opendoor, Clubhouse, Stack Overflow, Bolt, OpenDNS, Yammer i Clearview AI. 70 sortides totals i més de 10 empreses Unicorn.
Ravikant és membre de la Edmund Hillary Fellowship. Com a podcaster, comparteix consells sobre la recerca de la salut, la riquesa i la felicitat.

## Biografia
Ravikant va néixer a Nova Delhi, Índia el 1974. Es va traslladar a Nova York amb la seva mare i el seu germà, Kamal, quan tenia 9 anys. Es va graduar a la Stuyvesant High School el 1991. El 1995, es va graduar en Ciències de la Computació i Economia al Dartmouth College. A la universitat, va fer pràctiques al despatx d'advocats Davis Polk &amp; Wardwell. Després de graduar-se al Dartmouth College, Naval va fer un breu pas al Boston Consulting Group abans de dirigir-se cap a Silicon Valley.

## Carrera

### Epinions
El 1999, Ravikant va cofundar el lloc de revisió de productes de consum Epinions. Van recaptar 45 milions de dòlars en capital de risc de Benchmark Capital i August Capital. El 2003, Epinions es va fusionar amb el lloc de comparació de preus Dealtime amb l'aprovació de Ravikant i els altres cofundadors que havien abandonat l'empresa, tot i que això significava valorar les seves accions a zero.
Després de fusionar-se, Shopping.com va sortir a borsa el mes d’octubre de 2004 i va aconseguir una valoració de 750 milions de dòlars al final del primer dia. El mes de gener de 2005, quatre dels fundadors originals, incloent-hi Ravikant, van denunciar Benchmark, August Capital i el seu exsoci Nirav Tolia, que es va quedar a Epinions quan ells se’n van anar. Els demandants van afirmar que els havien enganyat per aprovar la fusió fent-los creure que l’empresa valia “entre 23 i 38 milions de dòlars” quan es va produir la fusió, una xifra inferior als 45 milions de dòlars que havien aconseguit en finançament extern, i que per això les seves accions no tenien cap valor. El cas es va tancar amb un acord el mes de desembre de 2005.

### Premeu Forge
Al voltant del 2007, Ravikant va iniciar un fons de capital risc de 20 milions de dòlars en fase inicial anomenat "The Hit Forge". Hit Forge va invertir en empreses emergents destacades com Twitter, Uber i Stack Overflow.

### AngelList
El 2007, Ravikant va començar a escriure conjuntament un bloc anomenat Venture Hacks, que "oferia consells detallats sobre la negociació de fulls de condicions, explicava quines seccions importaven i quines disposicions eren falses". Aquest bloc va evolucionar cap a AngelList, que Ravikant va cofundar el 2010, com a plataforma de recaptació de fons per a startups per recaptar diners d'inversors àngels. AngelList també opera Product Hunt. El 2022, AngelList va assolir una valoració de 4.000 milions de dòlars. Naval és el cofundador, president i antic conseller delegat d' AngelList.

### Capital MetaStable
El 2014, Ravikant va cofundar MetaStable Capital, un fons de cobertura de criptomoneda que posseïa Bitcoin, Ethereum, Monero i una sèrie d'altres criptomonedes. Una presentació reguladora de juny de 2017 va informar els seus actius en 69 milions de dòlars. Els inversors del fons inclouen Andreessen Horowitz, Sequoia Capital, Union Square Ventures, Founders Fund i Bessemer Venture Partners.

### Fons d'inversió Spearhead.co
El 2017, Naval va llançar Spearhead, un fons d'inversió que va recaptar 100 milions de dòlars per al seu tercer fons per oferir als fundadors 1 milió de dòlars cadascun per invertir en empreses tecnològiques com a inversors àngels. Les dues primeres classes de Spearhead inclouen fundadors de 35 empreses. En conjunt, aquestes empreses valen més de 10 milions de dòlars, i quatre d'elles són unicorns. Les empreses inclouen Neuralink, Opendoor, PillPack, Shippo (empresa), Rippling i Scale. Els líders anteriors de Spearhead inclouen la cofundadora i directora executiva de Shippo, Laura Behrens Wu, la fundadora i CEO de Scale AI, Alexandr Wang, i la cofundadora i directora de tecnologia de Rippling, Prasanna Sankar.

### Nav.al, Spearhead i altres pòdcasts
Naval gestiona un pòdcast breu a Nav.al i Spearhead.co, on parla de filosofia, negocis i inversió. També ha estat convidat de podcast a The Joe Rogan Experience, The Tim Ferriss Show, Coffee with Scott Adams, The James Altucher Show i Farnam Street, entre d'altres.
Amb el permís de Ravikant, Eric Jorgenson va comissariar els tuits, assajos i entrevistes de Naval sobre riquesa i felicitat, i després els va publicar com a llibre descarregable gratuït anomenat The Almanack of Naval Ravikant, amb un pròleg de Tim Ferriss.
Ravikant té un capítol que ofereix consells al llibre Tools of Titans de Tim Ferriss.